# Pounamu

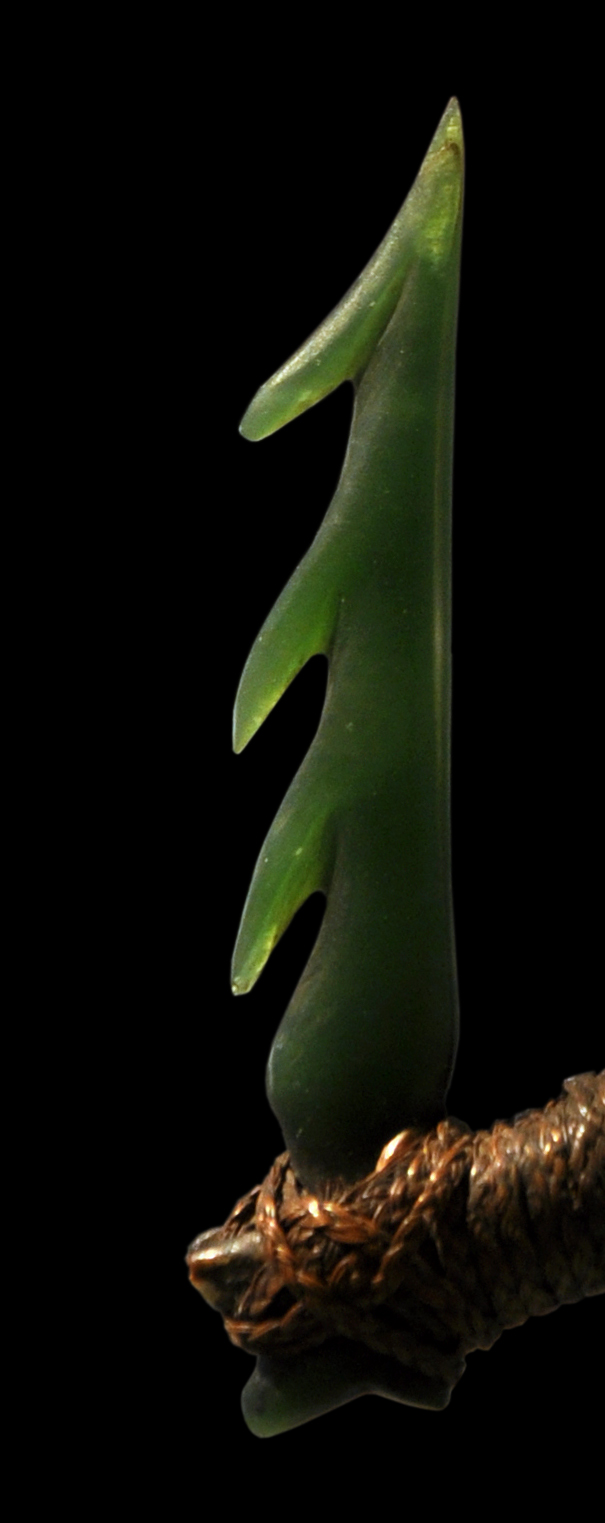
Pounamu matau, un arpone in pounamu.

Pounamu è il nome di diversi tipi di pietre dure di colore verde, a base di giada di nefrite, bavenite o serpentinite presenti nell'Isola del Sud della Nuova Zelanda. Pounamu è il nome māori, mentre vengono generalmente chiamate greenstone (pietra verde) in inglese neozelandese.
Secondo la geologia, la roccia cade in uno dei tre tipi menzione, ma il popolo Māori tradizionalmente classifica la pounamu seconda l'aspetto. I diversi tipi di pounamu secondo i Māori sono kawakawa, kahurangi, īnanga e tangiwai. I primi tre tipi sono giada nefritica, mentre tangiwai è una forma di bavenite.
Nell'uso moderno, pounamu si riferisce quasi sempre alla giada nefritica. La pounamu viene trovata in alcuni fiumi dell'Isola del Sud sotto forma di pietre, per cui è difficile individuare la pounamu senza tagliarle in due.

## Significato per i Māori
La pounamu ha un ruolo importante nella cultura Maori. È considerata una taonga (un tesoro) e di conseguenza protetta dal Trattato di Waitangi. I taonga pounamu aumentano il proprio mana (prestigio) man mano che sono trasmessi di generazione in generazione. Si considera che i più antichi oggetti di pounamu abbiano un mana proprio e sono scambiati in dono per suggellare importanti accordi. 

## Usi moderni
Gioielli e altri oggetti decorativi fatti d'oro e pounamu erano particolarmente apprezzati nella Nuova Zelanda in epoca Vittoriana e Edoardiana, alla fine del XIX secolo e l'inizio del XX. Essi continuano ad essere popolari presso i neozelandesi e sono spesso usati come regalo ai visitatori o agli emigranti che lasciano il paese.